# Mars 2
Denna artikel handlar om den sovjetiska marssonden och ska inte förväxlas med datumet 2 mars.
Mars 2 var en sovjetisk rymdsond och landare som sköts upp den 19 maj 1971, med en Proton K/D raket, för att utforska planeten Mars. Rymdsonden gick in i omloppsbana runt mars den 27 november 1971. Samma dag släpptes landaren mot ytan, landningen misslyckades och landaren kraschade. Med ombord på landaren fanns en liten "rover" som skulle rullat runt på ytan, kopplad till landaren via en 15 meter lång kabel.